# Billy Engle
Billy Engle (28 de maio de 1889 – 28 de novembro de 1966) foi um ator norte-americano de origem austríaco.
Engle apareceu em 169 filmes entre 1917 e 1957.
Nasceu na Áustria e faleceu em Hollywood, Estados Unidos, vítima de um ataque cardíaco.

## Filmografia selecionada
- Zeb vs. Paprika (1924)
- Cruise of the Jasper B (1926)
- It Happened One Night (1934)
- It's a Gift (1934)
- Uncivil Warriors (1935)
- Mrs. Miniver (1942)
- The Best Years of Our Lives (1946)